# Connacht–Ulster (circonscription électorale européenne)
Connacht–Ulster est une circonscription électorale irlandaise de 1979 à 2004. Elle permet d'élire trois membres du Parlement européen. L'élection se fait suivant un scrutin proportionnel plurinominal avec scrutin à vote unique transférable.

## Histoire
La circonscription est créée en 1979 pour les premières élections directes au Parlement européen. Elle comprend les comtés de Galway, Leitrim, Mayo, Roscommon et Sligo de la province historique de Connacht ainsi que les comtés de Cavan, Donegal et Monaghan en Ulster. Elle est supprimée en 2004 par la « European Parliament Elections (Amendment) Act 2004 » (modification de la loi sur les élections au Parlement européen). La nouvelle circonscription North-West lui succède.

## Députés
Note : Les colonnes de ce tableau sont utilisées uniquement à des fins de présentation et aucune importance ne doit être attachée à l'ordre des colonnes. Pour plus de détails sur l'ordre dans lequel les sièges ont été remportés à chaque élection, voir les résultats détaillés de cette élection.

## Élections européennes de 1999 en Irlande
| Parti | Parti              | Candidat               | %    | Comptage | Comptage | Comptage | Comptage | Comptage | Comptage |
| Parti | Parti              | Candidat               | %    | 1        | 2        | 3        | 4        | 5        | 6        |
| --- | ------------------ | ---------------------- | ---- | -------- | -------- | -------- | -------- | -------- | -------- |
| | Fianna Fáil        | Pat the Cope Gallagher | 20,6 | 66 055   | 66 381   | 66 902   | 72 673   | 98 258   |          |
| | Fine Gael          | Joe McCartin           | 19,9 | 63 632   | 63 811   | 64 506   | 68 388   | 72 764   | 75 275   |
| | Sans étiquette     | Dana Rosemary Scallon  | 16,0 | 51 086   | 51 366   | 52 802   | 59 444   | 67 887   | 72 855   |
| | Sans étiquette     | Marian Harkin          | 14,8 | 47 372   | 47 712   | 48 632   | 56 141   | 60 316   | 64 152   |
| | Fianna Fáil        | Noel Treacy            | 15,0 | 47 933   | 48 060   | 48 470   | 51 544   |          |          |
| | Sinn Féin          | Seán MacManus          | 6,4  | 20 457   | 20 571   | 20 801   |          |          |          |
| | Parti travailliste | Gerard Gibbons         | 3,3  | 10 522   | 10 827   | 10 972   |          |          |          |
| | Sans étiquette     | Luke Ming Flanagan     | 1,6  | 5 000    | 5 539    | 5 650    |          |          |          |
| | Sans étiquette     | Liam Sharkey           | 1,7  | 5 334    | 5 404    |          |          |          |          |
| | Natural Law        | Paul Campbell          | 0,6  | 1 920    |          |          |          |          |          |
| | Sans étiquette     | Paul Raymond           | 0,3  | 840      |          |          |          |          |          |
| Électorat : 541 552 Valide : 320 151 Non valide : 12 085 (3,6%) Quota : 80 038 Participation : 332 236 (61,4%) |                    |                        |      |          |          |          |          |          |          |

Mark Killilea se retire et son siège est obtenu par l'indépendante Dana Rosemary Scallon.

## Élections européennes de 1994 en Irlande
| Parti | Parti                    | Candidat               | Première préférence | %    | Siège | Comptage |
| --- | ------------------------ | ---------------------- | ------------------- | ---- | ----- | -------- |
| | Fianna Fáil              | Pat the Cope Gallagher | 53 171              | 22,9 | 1     | 4        |
| | Fianna Fáil              | Mark Killilea          | 45 638              | 19,6 | 2     | 5        |
| | Fine Gael                | Joe McCartin           | 38 039              | 16,4 | 3     | 5        |
| | Fine Gael                | Jim Higgins            | 30 947              | 13,3 |       |          |
| | Parti travailliste       | Ann Gallagher          | 19 826              | 8,5  |       |          |
| | Démocrates progressistes | Bobby Molloy           | 21 219              | 9,1  |       |          |
| | Sinn Féin                | Pat Doherty            | 13 939              | 6,0  |       |          |
| | Parti vert               | Richard Douthwaite     | 8 628               | 3,7  |       |          |
| | Natural Law              | Mary Louise Lacey      | 1 223               | 0,5  |       |          |
| 'Électorat : 496 352 Valide : 232 630 Non valide : 4 971 (2,1%) Quota : 58 158 Participation : 237 601 (47,9%) |                          |                        |                     |      |       |          |

Pat "the Cope" Gallagher du Fianna Fáil gagne le siège laissé vacant par Neil Blaney.

## Élections européennes de 1989 en Irlande
| Parti | Parti                            | Candidat             | Première préférence | %    | Siège | Comptage |
| --- | -------------------------------- | -------------------- | ------------------- | ---- | ----- | -------- |
| | Fine Gael                        | Joe McCartin         | 46 523              | 14,9 | 1     | 9        |
| | Independent Fianna Fáil          | Neil Blaney          | 52 852              | 16,9 | 2     | 9        |
| | Fianna Fáil                      | Mark Killilea        | 53 842              | 17,2 | 3     | 9        |
| | Fianna Fáil                      | Seán Doherty         | 48 288              | 15,5 |       |          |
| | Démocrates progressistes         | Bobby Molloy         | 40 476              | 13,0 |       |          |
| | Fine Gael                        | Paddy Harte          | 30 745              | 9,8  |       |          |
| | Fine Gael                        | Angela Lupton        | 10 165              | 3,3  |       |          |
| | Sinn Féin                        | Pat Doherty          | 7 716               | 2,5  |       |          |
| | Parti des travailleurs d'Irlande | Jimmy Brick          | 6 173               | 2,0  |       |          |
| | Sinn Féin                        | Caoimhghín Ó Caoláin | 4 969               | 1,6  |       |          |
| | Parti travailliste               | Ivan McPhillips      | 4 759               | 1,5  |       |          |
| | Parti des travailleurs d'Irlande | Seamus Rodgers       | 4 097               | 1,3  |       |          |
| | Sinn Féin                        | Dermot Guy           | 1 697               | 0,5  |       |          |
| 'Électorat : 464 661 Valide : 312 302 Non valide : 10 362 (3,2%) Quota : 78 076 Participation : 322 664 (69,4%) |                                  |                      |                     |      |       |          |

Neil Blaney regagne son siège aux dépens du Fianna Fáil.

## Élections européennes de 1984 en Irlande
| Parti | Parti                            | Candidat             | Première préférence | %    | Siège | Comptage |
| --- | -------------------------------- | -------------------- | ------------------- | ---- | ----- | -------- |
| | Fianna Fáil                      | Ray Mac Sharry       | 56 803              | 24,1 | 1     | 7        |
| | Fine Gael                        | Joe McCartin         | 51 164              | 21,7 | 2     | 8        |
| | Fianna Fáil                      | Seán Flanagan        | 40 760              | 17,3 | 3     | 9        |
| | Independent Fianna Fáil          | Neil Blaney          | 32 504              | 13,8 |       |          |
| | Fine Gael                        | Joseph Murrin        | 20 107              | 8,5  |       |          |
| | Sinn Féin                        | Caoimhghín Ó Caoláin | 6 103               | 2,6  |       |          |
| | Parti travailliste               | Michael D. Higgins   | 8 337               | 3,5  |       |          |
| | Fine Gael                        | Pól Ó Foighil        | 7 144               | 3,0  |       |          |
| | Sinn Féin                        | Eddie Fullerton      | 5 771               | 2,5  |       |          |
| | Sinn Féin                        | Mary McGing          | 4 176               | 1,8  |       |          |
| | Parti des travailleurs d'Irlande | Jimmy Brick          | 2 612               | 1,1  |       |          |
| 'Électorat : 471 577 Valide : 235 481 Non valide : 5 763 (2,4%) Quota : 58 871 Participation : 241 244 (51,2%) |                                  |                      |                     |      |       |          |

Neil Blaney perd son siège au profit de Ray MacSharry du Fianna Fáil.

## Élections européennes de 1979 en Irlande
| Parti | Parti                          | Candidat           | Première préférence | %    | Siège | Comptage |
| --- | ------------------------------ | ------------------ | ------------------- | ---- | ----- | -------- |
| | Independent Fianna Fáil        | Neil Blaney        | 81 522              | 26,6 | 1     | 1        |
| | Fianna Fáil                    | Seán Flanagan      | 38 233              | 12,5 | 2     | 7        |
| | Fine Gael                      | Joe McCartin       | 47 519              | 15,5 | 3     | 7        |
| | Fine Gael                      | Patrick Cooney     | 33 360              | 10,9 |       |          |
| | Fianna Fáil                    | Jim Doolan         | 27 739              | 9,1  |       |          |
| | Fine Gael                      | Myles Staunton     | 32 485              | 10,6 |       |          |
| | Fianna Fáil                    | Sean McEniff       | 25 774              | 8,4  |       |          |
| | Parti travailliste             | Michael D. Higgins | 13 062              | 4,3  |       |          |
| | Sinn Féin - The Workers' Party | Tony Coffey        | 3 329               | 1,1  |       |          |
| | Sinn Féin - The Workers' Party | Séamus Rodgers     | 2 696               | 0,9  |       |          |
| | Sans étiquette                 | Christopher Morris | 447                 | 0,2  |       |          |
| 'Électorat : 442 471 Valide : 306 166 Non valide : 14 547 (4,5%) Quota : 76 542 Participation : 320 713 (72,5%) |                                |                    |                     |      |       |          |